# Ahmad Zein
Ahmad Zein (en árabe: أحمد زين , Al-Hudaida, 1968) es un escritor y periodista yemení afincado actualmente en Riad. Colabora con la publicación Al-Hayat y ha publicado en Banipal.